# 1996 FL2
1996 FL2 är en asteroid i huvudbältet som upptäcktes den 17 mars 1996 av NEAT vid Haleakalā-observatoriet.
Asteroiden har en diameter på ungefär 7 kilometer och den tillhör asteroidgruppen Koronis.